# Partinium
 (novembre 2012).
Si vous disposez d'ouvrages ou d'articles de référence ou si vous connaissez des sites web de qualité traitant du thème abordé ici, merci de compléter l'article en donnant les références utiles à sa vérifiabilité et en les liant à la section « Notes et références ».
Le partinium est un alliage inventé par G.H. Partin. Sa composition (variable selon les sources) est 88,5 % d'aluminium, 7,4 % de cuivre, 1,7 % de zinc, 1,1 % de silicium et 1,3 % de fer. La variante allégée contient du tungstène et du magnésium.
Il préfigure les alliages connus sous le nom générique de Duralumin (ou plus familièrement dural) qui seront très employés en aviation dès avant la guerre de 14.
Cet alliage est léger et solide, il a été utilisé la première fois en France pour les roues et des éléments d'automobile, notamment pour la carrosserie profilée en torpille aérodynamique de La Jamais contente, (réalisée en feuilles de partinium rivetées de 4/10° de mm par les artisans Rheims et Auscher) détentrice du premier record de vitesse supérieur à 100 km/h.